# Bornholms Regionskommune
Bornholms Regionskommune dækker hele Bornholm, som ligger østligt i Danmark, syd for Sverige og nord for Polen. Den blev dannet den 1. januar 2003. Regionskommunen fungerede også som amt fra 1. januar 2003 til og med 31. december 2006. Siden 1. januar 2007, hvor amtskommunerne blev afskaffet, er kommunen en del af Region Hovedstaden.
Det samlede antal ansatte i regionskommunen svarede i 2007 til 3.800 årsværk (ansatte på heltid).
Bornholms Regionskommune omfatter ikke Ertholmene mod nordøst, som er direkte underlagt Forsvarsministeriet.
Regionskommunen varetager en del opgaver, som andre steder hører under regionen - deraf benævnelsen Regionskommune: kommunen udgør en region for sig.
For flere oplysninger, se Bornholm.

## Navn
Kommunens officielle navn er Bornholms Kommune, men kommunestyrelsesloven bestemmer at den benævnes Bornholms Regionskommune. I daglig tale forkortes kommunes navn blot BRK.

## Historie
I forbindelse med Kommunalreformen forblev kommunen selvstændig, men dens status som amt bortfaldt, og kommunen er - trods den store geografiske afstand til København og de andre kommuner i regionen - en af de 29 kommuner i Region Hovedstaden.
Regionskommunen opstod den 1. januar 2003, efter de bornholmske vælgere ved en folkeafstemning tirsdag den 29. maj 2001 besluttede at slå de daværende fem bornholmske kommuner (Allinge-Gudhjem Kommune, Hasle Kommune, Nexø Kommune, Rønne Kommune og Aakirkeby Kommune) og Bornholms Amt sammen. Vælgerne skulle ved folkeafstemningen tage stilling, med svaret "Ja" eller "Nej", til følgende spørgsmål ved den skriftlige afstemning:"Ønsker De, at de seks bornholmske kommunale enheder skal slås sammen til én kommunal enhed pr. 1. januar 2003?" 73,9 % af de fremmødte vælgere svarede "Ja" ved den skriftlige afstemning.
Det første valg til kommunalbestyrelsen for den nye kommune, som fik betegnelsen regionskommune som den eneste i Danmark, fandt sted den 29. maj 2002. Denne kommunalbestyrelse fungerede i 2002 som sammenlægningsudvalg, der skulle forberede sammenlægningen af de fem kommuner og amtskommunen til éen regionskommune. De fem kommunalbestyrelser og amtsrådet fik forlænget deres valgperiode med et ekstra år og blev siddende i dette år, så kommunerne og amtskommunen stadig var i drift, mens den nye struktur blev opbygget i løbet af 2002.
Folketinget bestemte i lov af 19.3.2002 om sammenlægning af de bornholmske kommuner, at kommunerne skulle sammenlægges til Bornholms Regionskommune, og at Bornholms Amtskommune samtidig skulle nedlægges og de opgaver, som de hidtidige primærkommuner og amtskommunen har haft, skulle overdrages til Bornholms Regionskommune. Sidstnævnte blev ledet af Bornholms Regionsråd (fra 2007 benævnt Bornholms Kommunalbestyrelse for at undgå forveksling med Regionsrådet i Region Hovedstaden) på 27 medlemmer, der 1. juli til 31. december 2002 fungerede som sammenlægningsudvalg, der skulle forberede sammenlægningen af de fem kommuner og amtskommunen til én kommune, Bornholms Regionskommune. Det første kommunalvalg til Bornholms Regionsråd blev afholdt 29. maj 2002. Regionskommunens første borgmester blev Rønne Kommunes sidste borgmester i fem år fra 1998 til 2002 Thomas Thors (S), der sad de første tre år som regionskommunens borgmester efter regionskommunen blev dannet fra 1. januar 2003 frem til 31. december 2005.
De fem kommuner og amtskommunen havde tilsammen 122 politikere, i 1990erne 89 i kommunerne og 18 - umiddelbart før sammenlægningen 15 - i amtsrådet. De blev reduceret til 27 i den nye regionskommune fra 1. januar 2003. Fra 1. januar 2018 har kommunalbestyrelsen 23 medlemmer.
Mandag morgen den 22. september 2014 nåede regionskommunen en milepæl: da var folketallet på øen under 40.000 indbyggere for første gang i over 100 år. 39.922 personer havde på den dag bopæl i kommunen. Der boede 39.439 i kommunen 1. april 2020.

## Politik

### Borgmestre i regionskommunen
| Navn               | Parti                       | Periode                            |
| ------------------ | --------------------------- | ---------------------------------- |
| Thomas Thors       | Socialdemokratiet           | 1. januar 2003 - 31. december 2005 |
| Bjarne Kristiansen | Borgerlisten                | 1. januar 2006 - 31. december 2009 |
| Winni Grosbøll     | Socialdemokratiet           | 1. januar 2010 - 31. december 2020 |
| Morten Riis        | Enhedslisten                | 1. januar 2021 - 4. januar 2021    |
| Thomas Thors       | Socialdemokratiet           | 4. januar 2021 - 31. december 2021 |
| Jacob Trøst        | Det Konservative Folkeparti | 1. januar 2022 - 31. december 2025 |

### Mandatfordeling
| 8 |  |  | 8 | 9 |

| 21 | 6 |

| 7 | 2 | 3 |  |  | 6 | 7 |

| 21 | 6 |

| 8 |  |  | 4 |  |  | 8 | 3 |

| 18 | 9 |

| 12 |  | 2 |  | 2 | 6 | 2 |  |

| 16 | 11 |

| 8 | 1 | 1 | 4 | 5 | 2 | 1 | 1 |

| 13 | 10 |

| 4 | 3 | 1 | 4 | 2 | 7 | 2 |

| 12 | 11 |

| 3 | 5 | 1 | 1 | 3 | 7 | 3 |

| 10 | 13 |

### Nuværende byråd
| Navn                      | Parti                                    |
| ------------------------- | ---------------------------------------- |
| Morten Riis               | Enhedslisten - 7 mandater                |
| Helle Munk Ravnborg       | Enhedslisten - 7 mandater                |
| Niclas Fick               | Enhedslisten - 7 mandater                |
| Laura Kofod               | Enhedslisten - 7 mandater                |
| Sanne Friborg             | Enhedslisten - 7 mandater                |
| Stig Westermann           | Enhedslisten - 7 mandater                |
| Mikael Benzon             | Enhedslisten - 7 mandater                |
| Thomas Thors              | Socialdemokratiet - 4 mandater           |
| Claus Larsen-Jensen       | Socialdemokratiet - 4 mandater           |
| Maria Fromseier Kjærgaard | Socialdemokratiet - 4 mandater           |
| Jonna Nielsen             | Socialdemokratiet - 4 mandater           |
| René Danielsson           | Dansk Folkeparti - 4 mandater            |
| Linda Kofoed Persson      | Dansk Folkeparti - 4 mandater            |
| Torben Kofod Ager         | Dansk Folkeparti - 4 mandater            |
| Sabine Nicoline Lyngberg  | Dansk Folkeparti - 4 mandater            |
| Jacob Trøst (Borgmester)  | Det Konservative Folkeparti - 3 mandater |
| Iben Busch                | Det Konservative Folkeparti - 3 mandater |
| Mark Palmquist            | Det Konservative Folkeparti - 3 mandater |
| Kirstine van Sabben       | Bornholmerlisten - 2 mandater            |
| Zille Thilde Vangsaa      | Bornholmerlisten - 2 mandater            |
| Søren Schow               | Venstre - 2 mandater                     |
| Heidi Burgedahl           | Venstre - 2 mandater                     |
| Bjarne Hartung Kirkegaard | Kristendemokraterne - 1 mandat           |

| Navn                 | Skiftet fra       | Skiftet til                 | Dato              |
| -------------------- | ----------------- | --------------------------- | ----------------- |
| Jonna Nielsen        | Socialdemokratiet | Løsgænger                   | 18. januar 2023   |
| Søren Schow          | Venstre           | Løsgænger                   | 17. august 2023   |
| Heidi Burgedahl      | Venstre           | Løsgænger                   | 17. august 2023   |
| Zille Thilde Vangsaa | Bornholmerlisten  | Dansk Folkeparti            | 16. oktober 2023  |
| Linda Kofoed Persson | Dansk Folkeparti  | Det Konservative Folkeparti | 1. november 2023  |
| Torben Kofod Ager    | Dansk Folkeparti  | Det Konservative Folkeparti | 1. november 2023  |
| Kirstine van Sabben  | Bornholmerlisten  | Løsgænger                   | 8. november 2023  |
| Kirstine van Sabben  | Løsgænger         | Moderaterne                 | 29. november 2023 |

| Udtrådt         | Indtrådt            | Parti             | Dato              |
| --------------- | ------------------- | ----------------- | ----------------- |
| Thomas Thors    | Karen Lynn Jacobsen | Socialdemokratiet | 20. november 2021 |
| Stig Westermann | Gunna Møller        | Enhedslisten      | 19. juli 2024     |

### Byråd 2018-2022
Ved det første valg til det nye regionsråd (fra 1.1. 2007 kaldet kommunalbestyrelse) 29. maj

| Navn                                     | Parti                          |
| ---------------------------------------- | ------------------------------ |
| Winni Grosbøll (Borgmester til 31.12.20) | Socialdemokratiet - 8 mandater |
| Maria Fromseier Kjærgaard                | Socialdemokratiet - 8 mandater |
| Thomas Thors (Borgmester fra 4.1.21)     | Socialdemokratiet - 8 mandater |
| Kirsten Wendell                          | Socialdemokratiet - 8 mandater |
| Jonna Nielsen                            | Socialdemokratiet - 8 mandater |
| Erik Lund Hansen                         | Socialdemokratiet - 8 mandater |
| Bente Helms                              | Socialdemokratiet - 8 mandater |
| Ole Rødvig                               | Socialdemokratiet - 8 mandater |
| Søren Schow                              | Venstre - 5 mandater           |
| Carsten Scheibye                         | Venstre - 5 mandater           |
| Andreas Ipsen                            | Venstre - 5 mandater           |
| Maike Fiil                               | Venstre - 5 mandater           |
| Brian Kofoed                             | Venstre - 5 mandater           |
| René Danielsson                          | Dansk Folkeparti - 4 mandater  |
| Linda Kofoed Persson                     | Dansk Folkeparti - 4 mandater  |
| Torben Rønne-Larsen                      | Dansk Folkeparti - 4 mandater  |
| Sabine Nicoline Lyngberg                 | Dansk Folkeparti - 4 mandater  |
| Morten Riis (Borgmester 1.1.21-4.1.21)   | Enhedslisten - 2 mandater      |
| Niclas Fick                              | Enhedslisten - 2 mandater      |
| Anne Thomas                              | Alternativet - 1 mandat        |
| Leif Olsen                               | SF - 1 mandat                  |
| Kirstine van Sabben                      | Bornholmerlisten - 1 mandat    |
| Bjarne Hartung Kirkegaard                | Kristendemokraterne - 1 mandat |

| Dato            | Udtrådt                | Indtrådt               | Parti                            |
| --------------- | ---------------------- | ---------------------- | -------------------------------- |
| 30. juli 2018   | Andreas Ipsen          | Else Merete Knoop      | Venstre                          |
| 29. maj 2019    | Anne Thomas            | Lars Randorff Nørgaard | Alternativet                     |
| 14. januar 2020 | Torben Rønne-Larsen †  | Kim Jacobsen           | Dansk Folkeparti                 |
| 5. august 2020  | Lars Randorff Nørgaard | Rebecca Douglas Elleby | Alternativet / Socialdemokratiet |
| 1. januar 2021  | Winni Grosbøll         | Per Ole Petersen       | Socialdemokratiet                |

### Lokalt erhvervsklima
I Dansk Industris undersøgelse af "lokalt erhvervsklima" kom Bornholms Regionskommune i 2013 ind som nummer 47 (af 96). Kommunens bedste kategori var "Kommunalsagsbehandling", hvor den var nummer 23, mens den værste kategori var "Kommunale rammevilkår", hvor den var nummer 86.

## Byer
| Kommunens største byer |                 |                   |
| Nr                     | By              | Indbyggere (2025) |
| 1                      | Rønne           | 13.675            |
| 2                      | Nexø            | 3.657             |
| 3                      | Aakirkeby       | 2.091             |
| 4                      | Hasle           | 1.635             |
| 5                      | Allinge-Sandvig | 1.446             |
| 6                      | Svaneke         | 1.090             |
| 7                      | Tejn            | 771               |
| 8                      | Gudhjem         | 730               |
| 9                      | Snogebæk        | 682               |
| 10                     | Nyker           | 675               |
| 11                     | Klemensker      | 599               |
| 12                     | Sorthat-Muleby  | 475               |
| 13                     | Østermarie      | 459               |
| 14                     | Lobbæk          | 307               |
| 15                     | Aarsdale        | 266               |
| 16                     | Østerlars       | 254               |
| 17                     | Vestermarie     | 237               |
| 18                     | Pedersker       | 209               |

## Sogne i Bornholms Kommune
Medlemmer af Folkekirken (indbyggere) pr. 1. juli 2010
| 1  | Rønne Sogn            | 9.792  | (11.767) | 83,2% |
| 2  | Nexø Sogn             | 3.274  | (3.784)  | 86,5% |
| 3  | Aaker Sogn            | 2.957  | (3.343)  | 88,5% |
| 4  | Knudsker Sogn         | 2.430  | (2.798)  | 86,8% |
| 5  | Hasle Sogn            | 1.616  | (1.841)  | 87,8% |
| 6  | Nyker Sogn            | 1.518  | (1.723)  | 88,1% |
| 7  | Klemensker Sogn       | 1.477  | (1.705)  | 86,6% |
| 8  | Allinge-Sandvig Sogn  | 1.469  | (1.806)  | 81,3% |
| 9  | Østermarie Sogn       | 1.318  | (1.539)  | 85,6% |
| 10 | Vestermarie Sogn      | 1.242  | (1.430)  | 86,9% |
| 11 | Olsker Sogn           | 1.157  | (1.460)  | 79,2% |
| 12 | Ibsker Sogn           | 1.067  | (1.284)  | 83,1% |
| 13 | Poulsker Sogn         | 990    | (1.130)  | 87,6% |
| 14 | Bodilsker Sogn        | 839    | (945)    | 88,8% |
| 15 | Østerlarsker Sogn     | 821    | (949)    | 86,5% |
| 16 | Svaneke Sogn          | 821    | (1.005)  | 81,7% |
| 17 | Nylarsker Sogn        | 799    | (918)    | 87,0% |
| 18 | Gudhjem Sogn          | 596    | (699)    | 85,3% |
| 19 | Pedersker Sogn        | 593    | (666)    | 89,0% |
| 20 | Rutsker Sogn          | 523    | (660)    | 79,2% |
| 21 | Rø Sogn               | 403    | (472)    | 85,4% |
|    | Uden fast bopæl/kirke | 112    | (142)    | 78,9% |
|    | Total                 | 35.814 | (42.066) | 85,1% |

## Statistisk kilde
- Danmarks Statistik, Statistikbanken.dk